# Taglio-Isolaccio
Taglio-Isolaccio (en cors Tagliu è Isolacciu) és un municipi francès, situat a la regió de Còrsega, al departament d'Alta Còrsega. L'any 1999 tenia 535 habitants.

## Demografia
| 1962 | 1968 | 1975 | 1982 | 1990 | 1999 |
| ---- | ---- | ---- | ---- | ---- | ---- |
| 413  | 420  | 383  | 364  | 526  | 535  |

## Administració
| Període | Identitat          | Partit | Qualitat |  |
| ------- | ------------------ | ------ | -------- |  |
| 2001-   | Jules Étienne Mari |        |          |  |